# كوماري كامالا
كوماري كامالا هي ممثلة هندية (وحملت سابقاً جنسية الراج البريطاني)، ولدت في 16 يونيو 1934 في الهند. من الجوائز التي نالتها بادما بوشان ‏.

## جوائز
- بادما بوشان [الإنجليزية]‏

## وصلات خارجية
- كوماري كامالا على موقع IMDb (الإنجليزية)